# Albert Vincent D’Souza
Albert Vincent D’Souza (* 5. April 1904 in Bijay, Britisch-Indien; † 14. August 1977) war ein indischer Geistlicher und römisch-katholischer Erzbischof von Kalkutta.

## Leben
Albert Vincent D’Souza empfing am 3. Dezember 1928 das Sakrament der Priesterweihe für das Bistum Mangalore.
Am 5. Februar 1959 ernannte ihn Papst Johannes XXIII. zum Titularbischof von Semnea und zum Weihbischof in Mysore. Der Bischof von Mysore, René-Jean-Baptiste-Germain Feuga MEP, spendete ihm am 31. März desselben Jahres die Bischofsweihe; Mitkonsekratoren waren der Bischof von Tiruchirappalli, James Mendonça, und der Bischof von Ootacamund, Antony Padiyara.
Papst Johannes XXIII. bestellte ihn am 8. August 1962 zum Erzbischof von Kalkutta. Albert Vincent D’Souza nahm an allen vier Sitzungsperioden des Zweiten Vatikanischen Konzils teil. Am 29. Mai 1969 nahm Papst Paul VI. das von D’Souza vorgebrachte Rücktrittsgesuch an und ernannte ihn zum Titularerzbischof von Luperciana. Albert Vincent D’Souza verzichtete am 11. Januar 1971 auf das Titularbistum Luperciana.